# 소모전

소모전(消耗戰, 영어: attrition warfare)은 교전 중에 인력과 물질이 지속적으로 소모되어 쉽게 승부가 나지 않는 전쟁을 가리킨다. 이러한 전쟁은 승리를 위해 일반적으로 많은 자원이 수반된다.

## 전략적 고려사항

### 전격전과 결전은 미포함
소모전은 유격전, 인민전쟁, 초토화전, 결전을 제외한 모든 전투 등 모든 수단을 동원하여 상대의 군사력을 파괴하여 상대의 전쟁능력을 약화시키려는 시도를 말한다. 소모전에는 모든 종류의 전격전이나 힘의 집중 및 승리를 위한 결정적인 전투를 사용하는 것이 포함되지 않는다. 더 빠른 속도로 군대를 강화하는 쪽이 일반적으로 전쟁에서 승리한다. 클라우제비츠는 이를 적의 탈진이라고 불렀다.

### 불리한 측이 택할 만한 선택지이며 지친 적과는 소모전만 지속이 불가능
자신이 현저하게 불리한 입장에 있다고 인식하는 측은 시간이 지남에 따라 상대방의 이점을 무력화하기 위해 의도적으로 소모전을 모색할 수 있다. 손자는 장기전으로 이득을 본 나라가 없다고 했지만, 1812년 러시아는 나폴레옹과의 소모전으로 전쟁에서 승리했다. 소모적 방법이 다른 방법을 실현할 수 있을 만큼 적을 충분히 지치게 하면 소모적 방법은 종종 다른 전략에 의해 보완되거나 심지어 포기되기도 한다. 제1차 세계대전 양측의 군 사령관들은 소모전에 의존하지 못했고, 이로 인해 전략적 결과 없이 사상자가 발생했다.

### 상대방의 소모 강요가 주요 목표
소모전과 다른 형태의 전쟁의 차이점은 단일 전투에도 일반적으로 소모의 요소가 포함되기 때문에 다소 인위적인 것이다. 자신의 점진적인 손실을 허용 가능하고 지속 가능한 수준으로 제한하면서 결국 상대방이 용납할 수 없거나 지속 불가능한 수준에 이르게 하는 점진적인 소모를 유발하는 것을 주요 목표로 삼는 경우 소모 전략을 추구한다고 말할 수 있다. 이는 자원이나 영토를 정복하거나 단번에 적에게 큰 손실을 입히려는 시도(예: 포위 및 포획)와 같은 다른 주요 목표와 반대되는 것으로 보아야 한다. 소모전은 또한 상대방을 위한 전쟁에서 마찰을 증가시키려고 시도한다.

### 장기전의 부재는 실패의 가장 일반적인 원인
소모전은 상대보다 더 많은 자원이나 비대칭적 이점을 가진 전투원에게 논리적인 선택처럼 보일 수 있지만 상당한 단점도 있다. 아마도 소모전 실패의 가장 일반적인 이유는 전쟁 목표를 달성하는 데 필요한 시간과 관련이 있을 것이다. 지정학적, 전략적 상황은 장기간에 걸쳐 극적으로 변화할 수 있으며, 승리가 빨리 달성되지 않으면 잠재적으로 상대방에게 우위를 점할 수 있다. 또한 소모 전략은 상대에게 전술과 전략을 조정할 시간을 제공한다. 일반적으로 전략은 자원이 풍부한 국가의 승리로 이어진다. 그러나 펠로폰네소스 전쟁 중 아테네인처럼 작전 및 지정학적 사고의 부재나 영국 본토 항공전 중 독일과 같은 전략상 오판으로도 실패할 수도 있다.

## 예

### 기원전
- 다리우스 1세의 스키타이 원정
- 펠로폰네소스 전쟁 중 아테네인들
- 제2차 포에니 전쟁 중 퀸투스 파비우스 막시무스의 파비우스 전략

### 기원후

#### 20세기 이전
- 무함메드 타파르의 니자리스 원정
- 몽골 제국의 2차 헝가리 침략
- 에르난 코르테스의 테노치티틀란 함락
- 미국 독립 전쟁 후반부
- 스웨덴 칼 12세의 러시아 원정
- 나폴레옹 1세의 러시아 원정
- 미국 남북 전쟁 후반부

#### 20세기 이후
- 필리핀-미국 전쟁 중 후반 전투들
- 베르됭 전투
- 영국 본토 항공전
- 중일전쟁 중 중국의 전략
- 스페인 내전 중 후반 단계
- 스탈린그라드 전투
- 유고슬라비아 전쟁
- 소모전
- 다부동 전투
- 한국 전쟁의 마지막 2년
- 베트남 전쟁
- 북아일랜드 분쟁 중 급진파 아일랜드 공화국군
- 소비에트 연방의 아프가니스탄 침공
- 아프가니스탄 전쟁
- 리비아 내전
- 이란-이라크 전쟁 중 후반 단계
- 2005년 이후 스리랑카 내전
- 튀르키예-쿠르드 분쟁
- 티그라이 전쟁

## 같이 보기
- 광일미구(曠日彌久): 고사성어에서 소모전을 가리키는 말. 출전은 《전국책》.
- 피로스의 승리
- 장기전
- 총력전
- 치킨 게임
- 승자의 저주
- 게임 이론
- 죄수의 딜레마
- 벼랑끝 전술
- 상호확증파괴(MAD)
- 러시안 룰렛
- 진화게임이론